# Fricourt
Fricourt és un municipi francès situat al departament del Somme i a la regió dels Alts de França. L'any 2007 tenia 498 habitants.

## Demografia

### Població
El 2007 la població de fet de Fricourt era de 498 persones. Hi havia 196 famílies de les quals 44 eren unipersonals (16 homes vivint sols i 28 dones vivint soles), 52 parelles sense fills, 80 parelles amb fills i 20 famílies monoparentals amb fills.
La població ha evolucionat segons el següent gràfic:
Habitants censats

### Habitatges

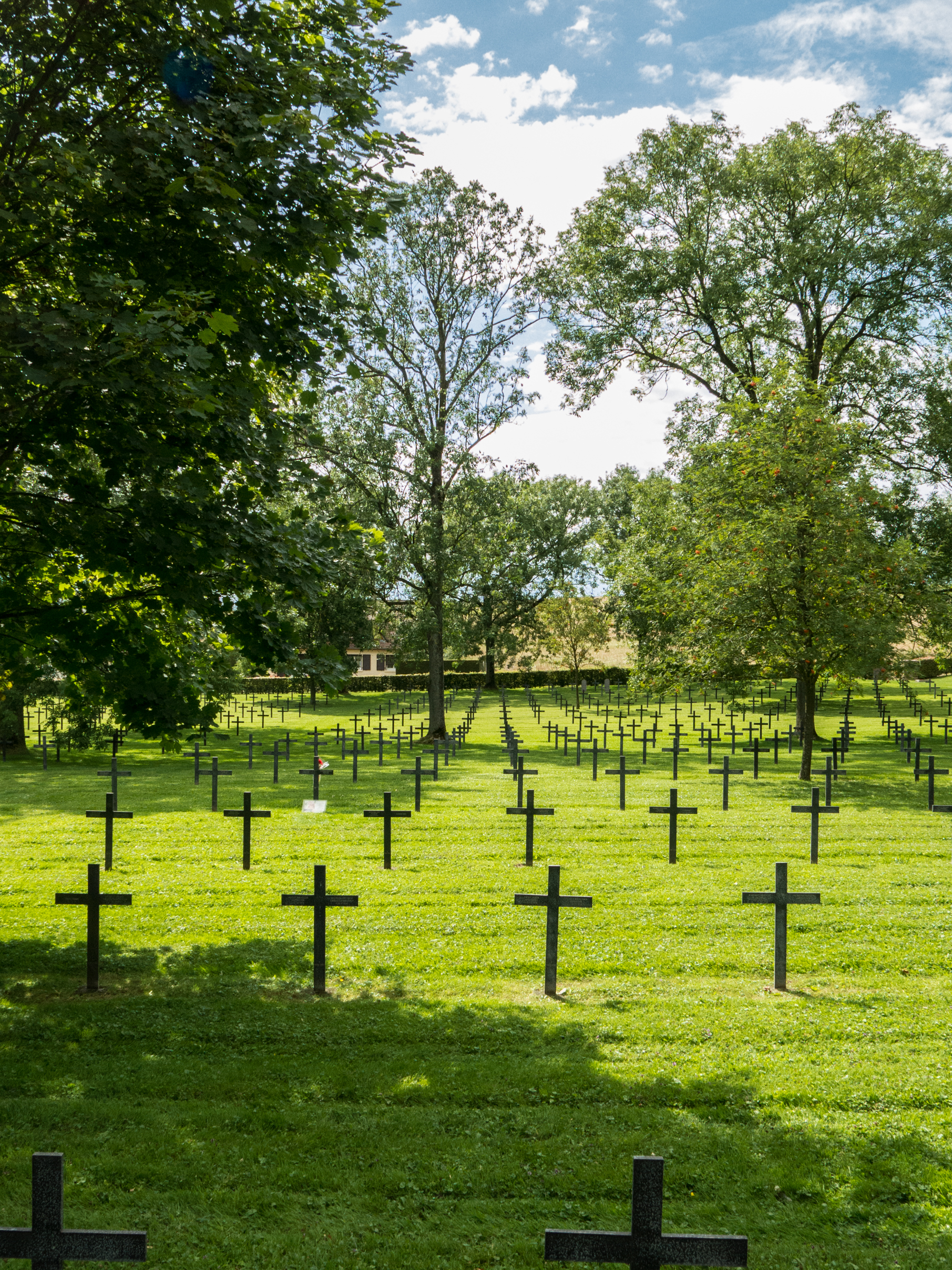
Cementiri alemany de la primera guerra mundial

El 2007 hi havia 205 habitatges, 197 eren l'habitatge principal de la família, 2 eren segones residències i 6 estaven desocupats. 203 eren cases i 2 eren apartaments. Dels 197 habitatges principals, 170 estaven ocupats pels seus propietaris, 26 estaven llogats i ocupats pels llogaters i 1 estava cedit a títol gratuït; 4 tenien dues cambres, 26 en tenien tres, 65 en tenien quatre i 102 en tenien cinc o més. 175 habitatges disposaven pel capbaix d'una plaça de pàrquing. A 91 habitatges hi havia un automòbil i a 87 n'hi havia dos o més.

### Piràmide de població

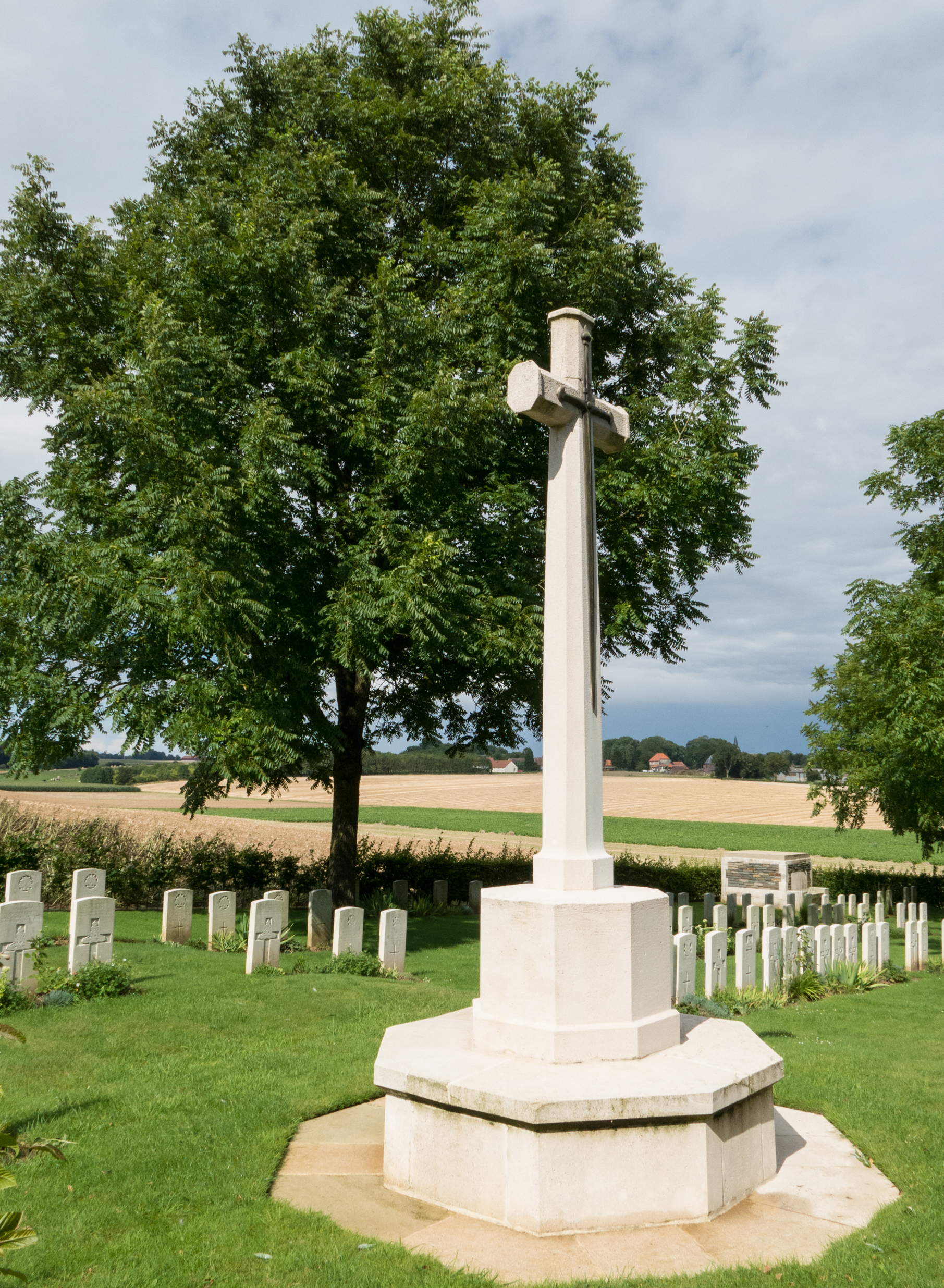
Cementiri Pike wood

La piràmide de població per edats i sexe el 2009 era:
| Homes | Edats   | Dones |
| ----- | ------- | ----- |
| 0     | 95 o +  | 0     |
| 0     | 90 a 94 | 0     |
| 4     | 85 a 89 | 0     |
| 0     | 80 a 84 | 0     |
| 0     | 75 a 79 | 16    |
| 8     | 70 a 74 | 20    |
| 8     | 65 a 69 | 8     |
| 24    | 60 a 64 | 4     |
| 4     | 55 a 59 | 20    |
| 16    | 50 a 54 | 20    |
| 24    | 45 a 49 | 20    |
| 12    | 40 a 44 | 4     |
| 24    | 35 a 39 | 20    |
| 16    | 30 a 34 | 8     |
| 12    | 25 a 29 | 16    |
| 12    | 20 a 24 | 12    |
| 4     | 15 a 19 | 16    |
| 12    | 10 a 14 | 20    |
| 8     | 5 a 9   | 4     |
| 8     | 0 a 4   | 24    |

## Economia

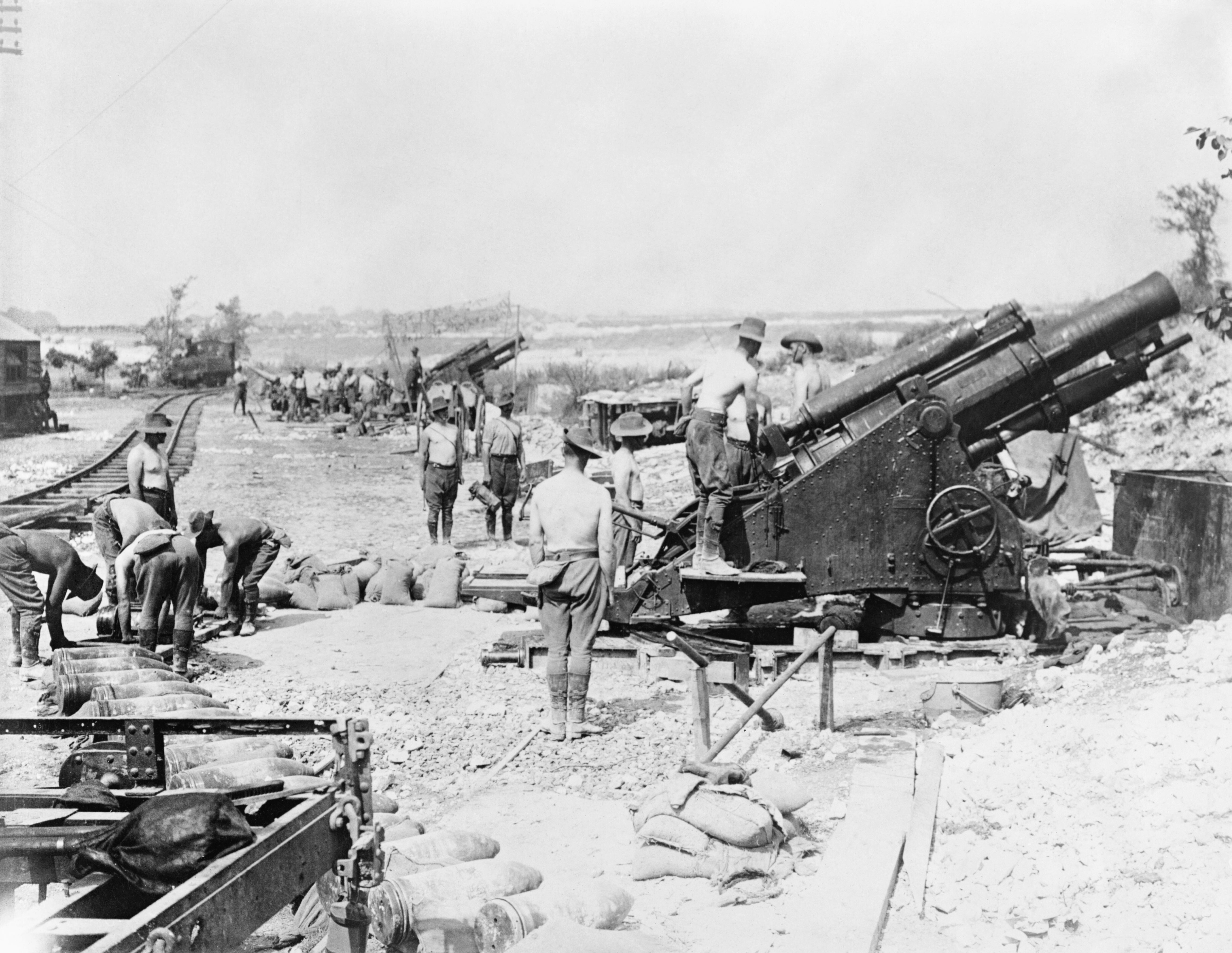
Línies australianes a la primera guerra mundial

El 2007 la població en edat de treballar era de 323 persones, 224 eren actives i 99 eren inactives. De les 224 persones actives 212 estaven ocupades (128 homes i 84 dones) i 12 estaven aturades (2 homes i 10 dones). De les 99 persones inactives 33 estaven jubilades, 29 estaven estudiant i 37 estaven classificades com a «altres inactius».

### Ingressos
El 2009 a Fricourt hi havia 188 unitats fiscals que integraven 486 persones, la mediana anual d'ingressos fiscals per persona era de 18.938,5 €.

### Activitats econòmiques
Dels 12 establiments que hi havia el 2007, 1 era d'una empresa extractiva, 1 d'una empresa alimentària, 2 d'empreses de construcció, 2 d'empreses de comerç i reparació d'automòbils, 1 d'una empresa de transport, 1 d'una empresa d'hostatgeria i restauració, 1 d'una empresa financera, 1 d'una empresa de serveis i 2 d'empreses classificades com a «altres activitats de serveis».

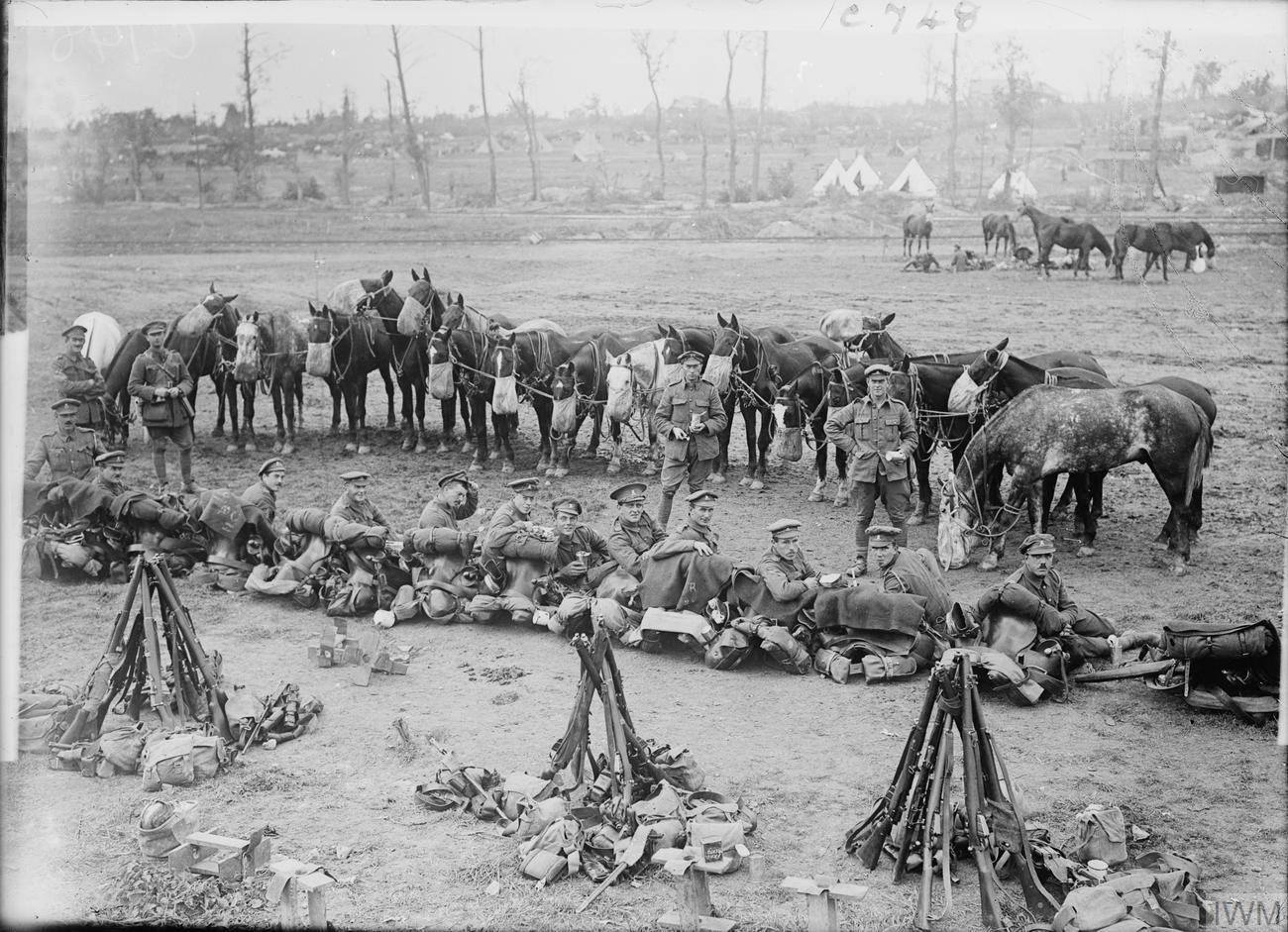
Cavalleria britànica

Dels 4 establiments de servei als particulars que hi havia el 2009, 1 era un taller de reparació d'automòbils i de material agrícola, 1 paleta, 1 lampisteria i 1 restaurant.
L'únic establiment comercial que hi havia el 2009 era una fleca.
L'any 2000 a Fricourt hi havia 11 explotacions agrícoles.

## Equipaments sanitaris i escolars
El 2009 hi havia una escola maternal integrada dins d'un grup escolar amb les comunes properes formant una escola dispersa.

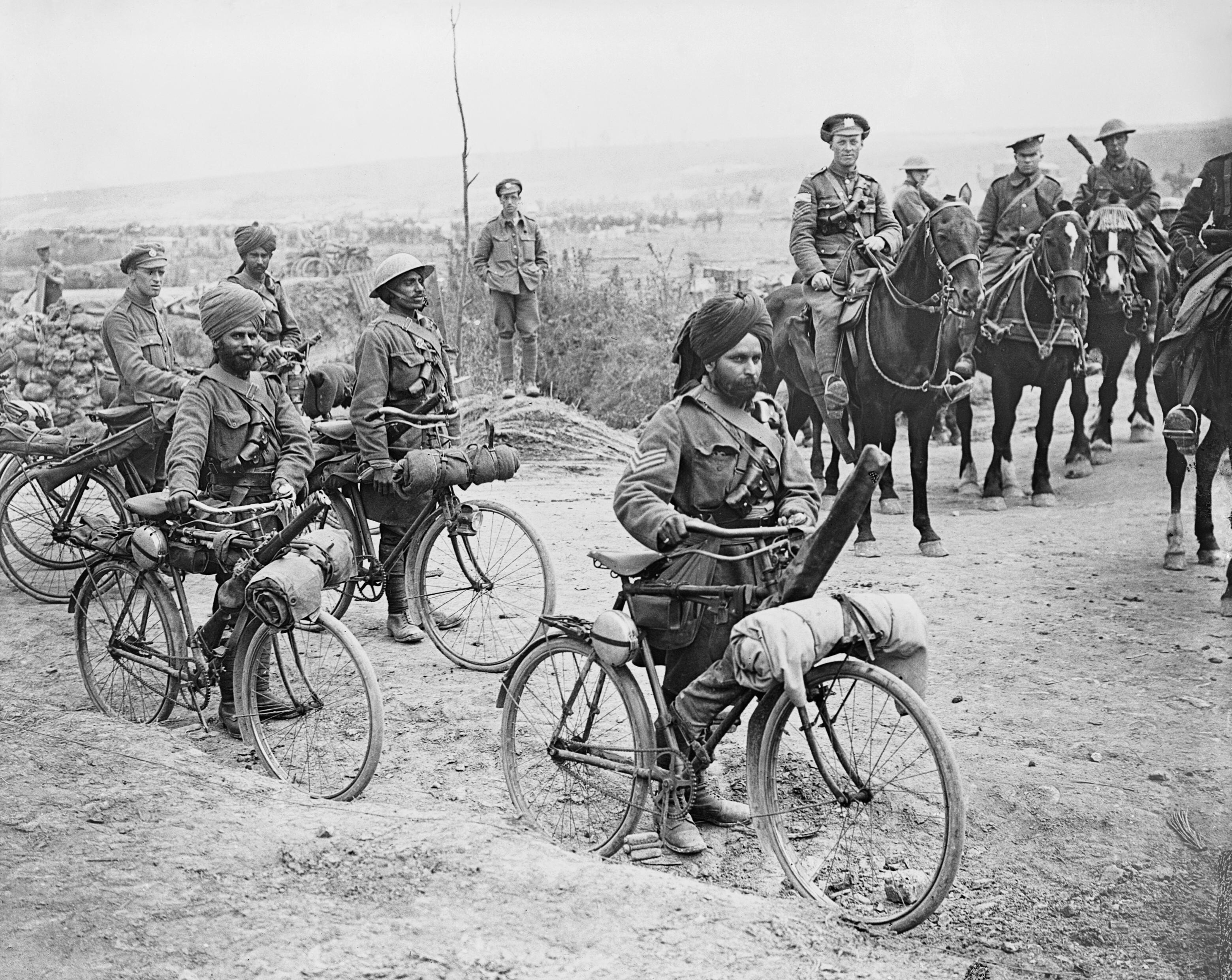
Tropes índies en bicicleta

## Poblacions més properes
El següent diagrama mostra les poblacions més properes.